# Castelnuovo del Zappa
Castelnuovo del Zappa è una frazione del comune cremonese di Castelverde posta a nordovest del centro abitato.

## Il paese
Castelnuovo del Zappa si trova sulla strada per Paderno Ponchielli, e conta oggi non più di 170 abitanti. Tuttavia, vi sono attivi ancora oggi un ristorante, un bar e una parrucchieria.

## Storia
La località era un piccolo borgo agricolo di antica origine del Contado di Cremona con 260 abitanti a metà Settecento.
In età napoleonica, dal 1809 al 1816, Castelnovo di Corrado Zappa fu frazione di Cortetano, recuperando l'autonomia con la costituzione del Regno Lombardo-Veneto.
All'unità d'Italia nel 1861, il comune contava 371 abitanti.
Nel 1868 il comune di Castelnuovo del Zappa venne aggregato al comune di Castelverde.